# ディノ・トソ
ディノ・トソ（Dino Toso, 1969年2月11日 - 2008年8月13日） は、オランダ出身のエンジニア。 2003年から2008年6月までルノーF1チームの空気力学技術ディレクターを務めた。

## 経歴
アペルドールン技術大学で自動車設計と電子工学を学び、自動車工学の学位を取得。
英国のクランフィールド大学で空気力学と飛行の修士号を取得し、NLR-オランダ航空宇宙センター（Royal Netherlands Aerospace Centre : Royal NLR）に勤務。
1995年、BMWのGTレーシング・プログラムに採用される。
1997年にジョーダンに移り、そこでレースエンジニアとして働き、1998年ベルギーGPでデイモン・ヒルが初優勝をもたらした。
2000年、トソはヤルノ・トゥルーリのレースエンジニアを務め、2人は後にルノーで再会する。
2001年、ジョーダンの元同僚であるマイク・ガスコインの後を追って、ルノーへの売却で2002年にチーム名を変更するベネトンに移籍し、2003年末、ジョン・アイリーの後任としてチーフエアロダイナミシストに就任する。
2004年モナコGPでヤルノ・トゥルーリがグランプリ初優勝を監督した後、R25とR26を開発したチームの一員となり、2年連続ドライバーズ・チャンピオンとコンストラクターズ・チャンピオンを獲得した 。
チーム在職中に17回の勝利を挙げ、フェルナンド・アロンソが14回、ジャンカルロ・フィジケラが2回、ヤルノ・トゥルーリが1回優勝した。
2008年6月、トソは体調不良のため辞任した。

## 私生活
トソはナタリーと結婚し、娘のイザベラをもうけた。
2004年に癌と診断され、治療を受けながら仕事を続けたが、引退から2か月後の2008年8月13日、逝去。39歳没。
フラビオ・ブリアトーレ、エディ・ジョーダン、デイモン・ヒルなどの元同僚が彼の葬式に出席した。